# House of Numbers – Die AIDS-Verschwörung
House of Numbers – Die AIDS-Verschwörung (englisch House of Numbers: Anatomy of an Epidemic) ist ein Dokumentarfilm über HIV und AIDS aus dem Jahr 2009. Da der Verfasser Brent Leung argumentiert, dass das Krankheitsbild AIDS nicht durch HIV verursacht wird, ist der Film umstritten und wird als AIDS-Leugnung und Verbreitung von Verschwörungstheorien eingeordnet. Er sei nicht ehrlich zum Zuschauer und verschweige Informationen, die nicht ins Bild passten. Die deutsche Fassung wurde auch als House of Numbers: Anatomie einer Epidemie, House of Numbers – Das Kartenhaus oder Das Kartenhaus der Aids-Verschwörung veröffentlicht.

## Inhalt
Im Film werden Interviews mit Medizinern und Medien vorgestellt. Hauptperson ist Christine Maggiore, eine HIV-positive Frau, die den Zusammenhang zwischen HIV und Aids bestritt und sich deswegen – auch während ihrer Schwangerschaft – nicht behandeln ließ. Sie erscheint gesund und ließ auch ihre Tochter nicht testen, da sie glaubt, die Medikamente selbst würden die Symptome von AIDS verursachen. Der Film verschweigt, dass Maggiores Kind 2005 im Alter von drei Jahren an AIDS starb und sie selbst im Dezember 2008 an einer Lungenentzündung als Folge ihrer Aidserkrankung.
Verschiedene in dem Film als Experten befragte Persönlichkeiten und Medien, darunter The New York Times und The Lancet, distanzierten sich im Nachhinein von der in dem Film transportierten Tendenz, dass es kein HI-Virus gebe. Es wird in dem Film behauptet, dass die HIV-Tests sehr unzuverlässig seien.

## Produktion und Veröffentlichung
Hauptautor und Regisseur des Films ist Brent Leung, das Drehbuch wurde geschrieben von Llewellyn Chapman. Gemeinsam mit Ursula Rowan trat Leung als Produzent auf und kümmerte sich um den Schnitt. Die Musik stammt von Joel Diamond.
Der Film wurde auf mehreren kleinen Filmfestivals aufgeführt einschließlich des London Raindance Filmfestivals. Eine Podiumsdiskussion über den Film am Boston Film Festival wurde von Leung und anderen Aidsleugnern gestört, die versuchten, Mitglieder des Podiums, mit deren Meinung sie nicht einverstanden waren, niederzubrüllen.
Eine deutschsprachige Fassung der Films mit dem Titel House of Numbers – Die AIDS-Verschwörung erschien 2011 auf DVD im Kopp Verlag und wurde 2013 unter dem gleichen Titel vom Fernsehsender ORF III ausgestrahlt.

## Rezeption
Die Rezensenten bewerteten den Film allgemein negativ. Leungs Behauptung von „objektiver Sicht“ des Themas wurde abgelehnt. Der Film wurde mehrmals als eine Mischung von AIDS-Leugnung mit Verschwörungstheorien angesehen. So sah es beispielsweise die Fachzeitschrift The Lancet. Der Rezensent der New York Times sprach von einem „wieseligen Unterstützungspamphlet für Aidsleugner“. Das Wall Street Journal bezeichnete den Filminhalt als Verschwörungstheorien von „Personen, die die Wahrheit hinter einfach allem wüssten“. Der Autor und Arzt Ben Goldacre ließ in der Tageszeitung The Guardian verlauten, dass der Film House of Numbers „Aidsleugner-Propaganda“ sei. Die Zeitung Portland Oregonian bemängelte, dass Leung „nicht völlig ehrlich gegenüber den Zuschauern“ sei und kritisierte den Film wegen "selektiver Bearbeitung, Anomalien und Anekdoten, unfundierten Schlussfolgerungen ... und Unterdrückung unangenehmer Fakten.".